# Buldon
Buldon è una municipalità di quarta classe delle Filippine, situata nella Provincia di Maguindanao, nella Regione Autonoma nel Mindanao Musulmano. Tra l'ottobre 2006 e il luglio 2008 ha fatto parte della Provincia di Shariff Kabunsuan, creata con decreto regionale annullato successivamente dalla Corte Suprema delle Filippine.
Buldon è formata da 15 baranggay:
- Ampuan
- Aratuc
- Cabayuan
- Calaan (Pob.)
- Dinganen
- Edcor (Gallego Edcor)
- Karim
- Kulimpang
- Mataya
- Minabay
- Nuyo
- Oring
- Pantawan
- Piers
- Rumidas